# 엑시던트 (메릴랜드주)

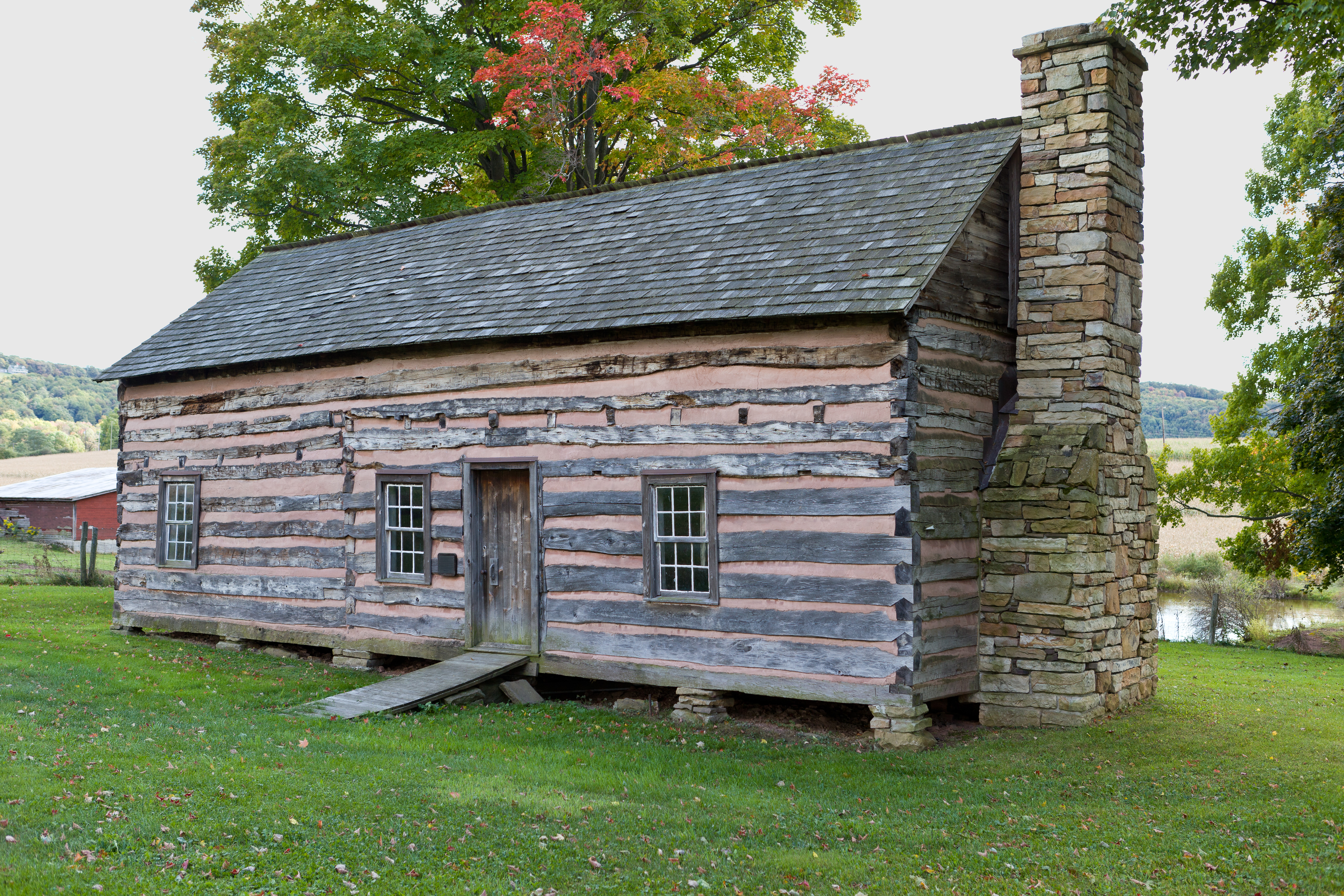

엑시던트(Accident)는 미국 메릴랜드주 개릿군의 타운이다. 이 지역의 인구 수는 2010년 인구 조사 기준으로 325명이다. 이 지역 엑시던트 출신의 인물은 엑시던털(Accidental)로 부른다.

## 인구
| 인구조사              | 인구 | Note  | %±    |
| --------------------- | ---- | ----- | ----- |
| 1880년                | 114  |       | —     |
| 1940년                | 236  |       | —     |
| 1950년                | 242  |       | 2.5%  |
| 1960년                | 237  |       | −2.1% |
| 1970년                | 237  |       | 0.0%  |
| 1980년                | 246  |       | 3.8%  |
| 1990년                | 349  |       | 41.9% |
| 2000년                | 353  |       | 1.1%  |
| 2010년                | 325  |       | −7.9% |
| 2019 (추산)           | 312  | [ 2 ] | −4.0% |
| U.S. Decennial Census |      |       |       |